# Mohawk Motor Company
Die Mohawk Motor Company war ein kurzlebiger US-amerikanischer Hersteller von leichten Automobilen  in Boston (Massachusetts). Die Fahrzeuge wurden als Mohawk verkauft. Aufgrund ihrer Bauweise (nicht aber ihres Gewichts) werden sie in den USA als Cyclecars klassiert.

## Beschreibung
Das Unternehmen wurde 1914 gegründet und musste bereits im folgenden Jahr Insolvenz anmelden; eines der zahlreichen Opfer des „Cyclecar-Booms“ dieser Jahre, der mit dem Erscheinen preisgünstiger, vollwertiger Automobile wie dem Ford Modell T und dem Chevrolet 490 abrupt endete.
Der Mohawk war das einzige Modell dieses Anbieters und nur in einer einzigen Version erhältlich. Ungewöhnlich für ein Cyclecar aus den USA sind auch andere Merkmale für ein Fahrzeug dieser Kategorie: Mit einem Radstand von 2540 mm (100 Zoll) war er größer als die meisten Cyclecars, er hatte seine beiden Sitze nebeneinander und nicht hintereinander angeordnet, die Hinterachse wurde mit einer Kardanwelle anstelle der üblichen Kette auf eines der Hinterräder angetrieben und das Differential kam ohne Zahnräder aus.
Der Mohawk hatte einen von Farmer zugekauften Vierzylindermotor mit OHV-Ventilsteuerung, hinten „halbfliegende“ Steckachsen, die Spur betrug 1112 mm (44 Zoll), und das Gefährt wog etwa 450 kg (1000 lbs). Mit einem Preis von US$ 450 verkaufte es sich sehr schlecht, was wohl daran lag, dass ein Ford Modell T 1914 ab US$ 500 (Runabout, Zweisitzer) zu haben war; der fünfsitzige Touring car kostete nur US$ 50 mehr und die Preise sanken im folgenden Jahr sogar um je US$ 10.